# Метод «Дельфи»
Дельфийский метод — способ организации коллективного интеллекта, разработанный в 1950—1960 годы в США для прогнозирования влияния будущих научных разработок на методы ведения войны (разработан корпорацией RAND, авторами считаются Olaf Helmer, Norman Dalkey, и Nicholas Rescher). Название заимствовано от Дельфийского Оракула.

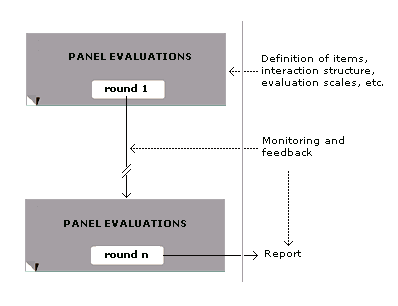
The Delphi Method communication structure

Является методом экспертного оценивания. Особенности: заочность, структурированность, регулярная обратная связь, многоуровневость, анонимность.
Исходная предпосылка метода — если грамотно обобщить и обработать индивидуальные оценки квалифицированных экспертов по поводу ситуации на рынке, то можно получить коллективное мнение, обладающее достаточной степенью достоверности и надёжности.

## Основная идея
Суть этого метода в том, чтобы с помощью серии последовательных действий — опросов, интервью, мозговых штурмов — добиться максимального консенсуса при определении правильного решения. Анализ с помощью дельфийского метода проводится в несколько этапов, результаты обрабатываются статистическими методами.
Базовым принципом метода является то, что некоторое количество независимых экспертов (часто несвязанных и не знающих друг о друге) лучше оценивает и предсказывает результат, чем структурированная группа (коллектив) личностей.
Заочность позволяет избежать открытых столкновений между носителями противоположных позиций, так как исключает непосредственный контакт экспертов между собой и, следовательно, групповое влияние, возникающее при совместной работе и состоящее в приспособлении к мнению большинства, даёт возможность проводить опрос экстерриториально, не собирая экспертов в одном месте (например, посредством электронной почты).
Анонимность предотвращает доминирование авторитета, личности или репутации одних участников над другими в процессе, сводит к минимуму «эффект победившей партии» или «эффект ореола», позволяет свободно выражать мнения, поощряет открытую критику, освобождает участников в некоторой степени от их личных предубеждений, так как облегчает признание ошибок при пересмотре ранее вынесенных суждений.
Структурирование информационного потока силами организатора (фасилитатора) позволяет отфильтровывать то, что не относится к делу. Это также позволяет избежать негативных последствий очных групповых дискуссий и решает обычные проблемы групповой динамики.
Субъекты:
- группы исследователей, каждый из которых отвечает индивидуально в письменной форме.
- организационная группа — сводит мнения экспертов воедино.

Это метод не оперативного, а стратегического планирования.
Применяется в стратегическом планировании в:
- технике,
- футурологии,
- бизнесе.

## Этапы
Предварительный:
- подбор группы экспертов — чем больше, тем лучше — до 20.

Основной:
- Постановка проблемы — экспертам рассылается вопрос и предлагается его разбить на подвопросы. Каждый человек вносит дополнительную информацию, которая, по его мнению, имеет отношение к данному вопросу. Организационная группа отбирает наиболее часто встречающиеся. Появляется общий опросник.
- Этот опросник рассылается экспертам. Их спрашивают — можно ли добавить ещё что-то; достаточно ли информации; есть ли дополнительная информация по вопросу? В итоге получаем 20 вариантов ответов с дополнительными аспектами и информацией. На основе этого составляется следующий опросник.
- Улучшенный опросник вновь рассылается экспертам, которым теперь надо дать свой вариант решения, а также рассмотреть наиболее крайние точки зрения, высказанные другими экспертами. Эксперты должны оценить проблему по аспектам: эффективность, обеспеченность ресурсами, в какой степени соответствует изначальной постановке задачи. Таким образом выявляются преобладающие суждения экспертов, сближаются их точки зрения. Всех экспертов знакомят с доводами тех, чьи суждения сильно выбиваются из общего русла. После этого все эксперты могут менять мнение, а процедура повторяется. Цель — достичь понимание того, как группа рассматривает этот вопрос, то есть где участники согласны или не согласны и что они подразумевают под относительными терминами, такими как важность, желательность или осуществимость. После каждого раунда организатор предоставляет анонимное краткое изложение прогнозов экспертов по итогам предыдущего раунда, а также причин, по которым они высказали свои суждения. Таким образом, экспертам рекомендуется пересмотреть свои предыдущие ответы в свете ответов других членов их группы. Считается, что в ходе этого процесса диапазон ответов уменьшится, и группа сойдётся в направлении «правильного» ответа. Наконец, процесс останавливается после заданного критерия остановки (например, количество раундов, достижение консенсуса, стабильность результатов) и среднего или медианного значения.[2]
- Операции повторяются, пока не будет достигнута согласованность между экспертами, или не будет установлено отсутствие единого мнения по проблеме. Изучение причин расхождений в оценках экспертов позволяет выявить незамеченные ранее аспекты проблемы и зафиксировать внимание на вероятных последствиях развития анализируемой проблемы или ситуации. В соответствии с этим и вырабатывается окончательная оценка и практические рекомендации. Обычно проводится три этапа, но если мнения сильно разнятся — то больше.

Аналитический:
- проверка согласованности мнений экспертов, анализ полученных выводов и разработка конечных рекомендаций.[3]

В компьютеризированной версии метода этапы сглаживаются, благодаря чему

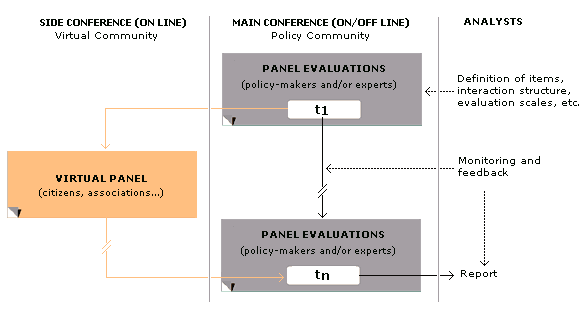
A web-based communication structure (Hyperdelphi)

- отдельные этапы могут быть заменены процессом непрерывного (без подведения промежуточных итогов) взаимодействия, что позволяет участникам дискуссии в любое время изменять свои оценки и ослабляет влияние организатора;
- ответ статистической группы может обновляться в режиме реального времени и отображаться всякий раз, когда участник дискуссии даёт новую оценку;[5]
- возможно участие большого числа участников;
- возможно использование двух или более экспертных групп, представляющих различные типы респондентов (например, политики, эксперты, граждане), которым организатор может дать задания, отражающие их различные роли и опыт, и заставить их взаимодействовать в рамках специальных коммуникационных структур.[4]

## Причины неудачного применения метода
- Навязывание участникам мнений и предубеждений.
- Чрезмерная специализация участников, отсутствие разнообразия.
- Пренебрежение другими точками зрения, связанными с проблемой.
- Плохие методы обобщения и представления группового ответа и обеспечения общей интерпретации шкал оценки, используемых в этой деятельности.
- Игнорирование разногласий и их недостаточное изучение, чтобы обескураженные несогласные выбыли и был создан искусственный консенсус.
- Недооценка требовательного характера метода и того факта, что респонденты должны быть признаны консультантами и должным образом вознаграждены за потраченное время, если Delphi не является неотъемлемой частью их должностных функций.[3]

## Примеры применения
Одним из успешных примеров является проведение пяти раундов Delphi (с участием 1454 участников) для разработки Планов действий eLAC в Латинской Америке. Считается, что в настоящее время это самое масштабное в истории межправительственных процессов онлайн-мероприятие по прогнозированию процесса разработки политики с участием общественности.
Разработка первой версии классификатора и процедурой управления кодификации UNSPSC была организована в 1998 году под эгидой Программы развития Организации Объединённых Наций методом статистического прогнозирования Delphi. Этот процесс позволил быстро достичь консенсуса без доминирования или влияния.

## Критика
С 60-х годов подвергается критике:
- беззащитность эксперта перед организатором — слишком большие полномочия.
- мнение большинства — не обязательно правильное; креативное решение — меньшинства, наиболее эффективные решения — отбрасываются.
- анализ — много времени. Минимум на каждый этап — сутки. Не подходит для оперативного анализа.
- возрастает конформизм экспертов — стремление попасть в большинство.
- возможность манипуляции экспертами со стороны организатора.

Противодействия:
- подбор организационной группы из различных структур, научных и социальных школ,
- ту же проблему прогнать через другую группу,
- самые оригинальные решения можно включать в качестве дополнений.

## • избавляет от
- время проведения зависит от средств коммуникации экспертов.
- опрашиваемые должны уметь хорошо излагать свои мысли, так как данный метод основан на получении информации в письменной форме, в противном случае обработка затрудняется
- анкетируемые должны обладать высоким уровнем мотивации, так как отсутствует поощрение за заполнение анкет.